# Nissan President
Nissan President (Ніссан Президент) — японський представницький лімузин, що випускався компанією Nissan з 1965 по 2010 роки. Автомобіль, в основному, використовується керівниками компаній і державними чиновниками. Це представницький седан, спеціально направлений на японський ринок, для конкуренції з Toyota Century. Президент був флагманським лімузином, продаваним через японську дилерську мережу Nissan Motor Store. Протягом 1970-х років, він на короткий час мав інших японських конкурентів, Isuzu Statesman de Ville і Mazda Roadpacer (випускалися General Motors-Australia), випуск яких тривав по кілька років.
З появою Ніссан Президент в 1965 році, модель отримала шильдик «Nissan» на відміну від інших автомобілів, що випускалися компанією Nissan і продавались під брендом Datsun. Президент спочатку продавався тільки на японському ринку. В кінці 1980-х років почався експорт, і автомобіль потрапив в кілька країн, включаючи Сінгапур і Гонконг, хоча продажі були обмежені. Північноамериканська версія (під назвою Infiniti Q45) випускалася з 1990 по 1996 і з 2001 по 2006 роки. Президент був змінений на Nissan Fuga в серпні 2010 року. Рішення про зняття з виробництва було обумовлено невідповідністю автомобіля сучасним вимогам пасивної безпеки і знижений попит на модель. Так, в 2009 році в Японії було продано лише 69 автомобілів. За весь час було виготовлено 56 000 автомобілів.

## Перше покоління

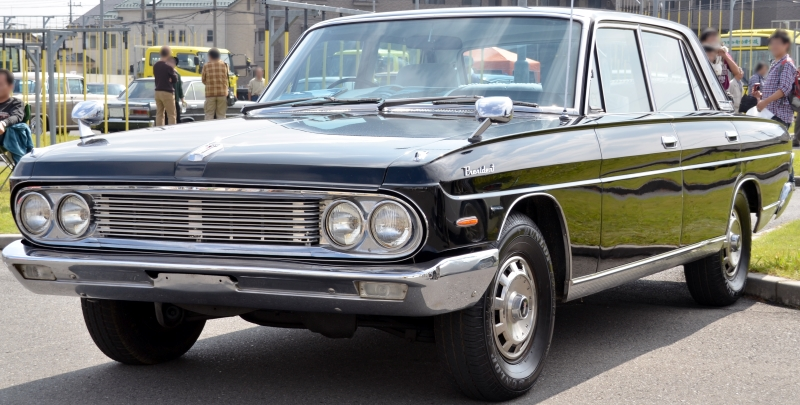
Nissan President H150

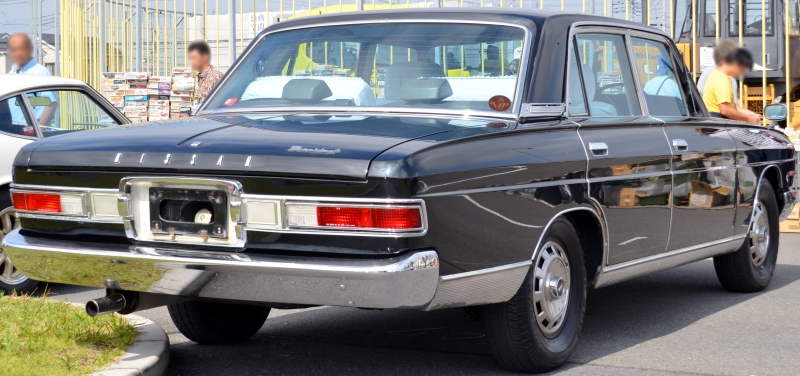
Nissan President H150

Перше покоління Nissan President (H150, 1965-1973), представлене в жовтні 1965 року, стало наступником автомобіля Nissan Cedric Special (що випускався в 1963-1965 роки). Вартість володіння автомобілем була солідною через його великі габарити і обсяг двигуна. President почав випускатися після Toyota Crown Eight, що з'явився в квітні 1964 року, і був розроблений компанією Nissan як лімузин, який буде використовуватися Імператорським двором Японії.
Його зовнішній вигляд дуже схожий на менший Блюберд другого покоління, представлений раніше, в 1964 році.
Автомобіль оснащувався наступними двигунами: 4,0-літровий Y40 конфігурації V8, розроблений спеціально для цієї моделі або рядний шести-циліндровий 3,0-літровий H30. Досить добре оснащений для свого часу, President був службовим автомобілем японського прем'єр-міністра Ейсаку Сато, в той час як Імператор пересувався на одному з двох Nissan Prince Royal, розроблених Prince Motor Company. У 1971 році Nissan запропонував EAL (англ. Electro Anti-lock System, електронна антиблокувальна система) як опцію на President, яка стала першою електронної АБС в японському автопромі.

### Двигуни
- 3.0 L H30 I6
- 4.0 L Y40 V8

## Друге покоління

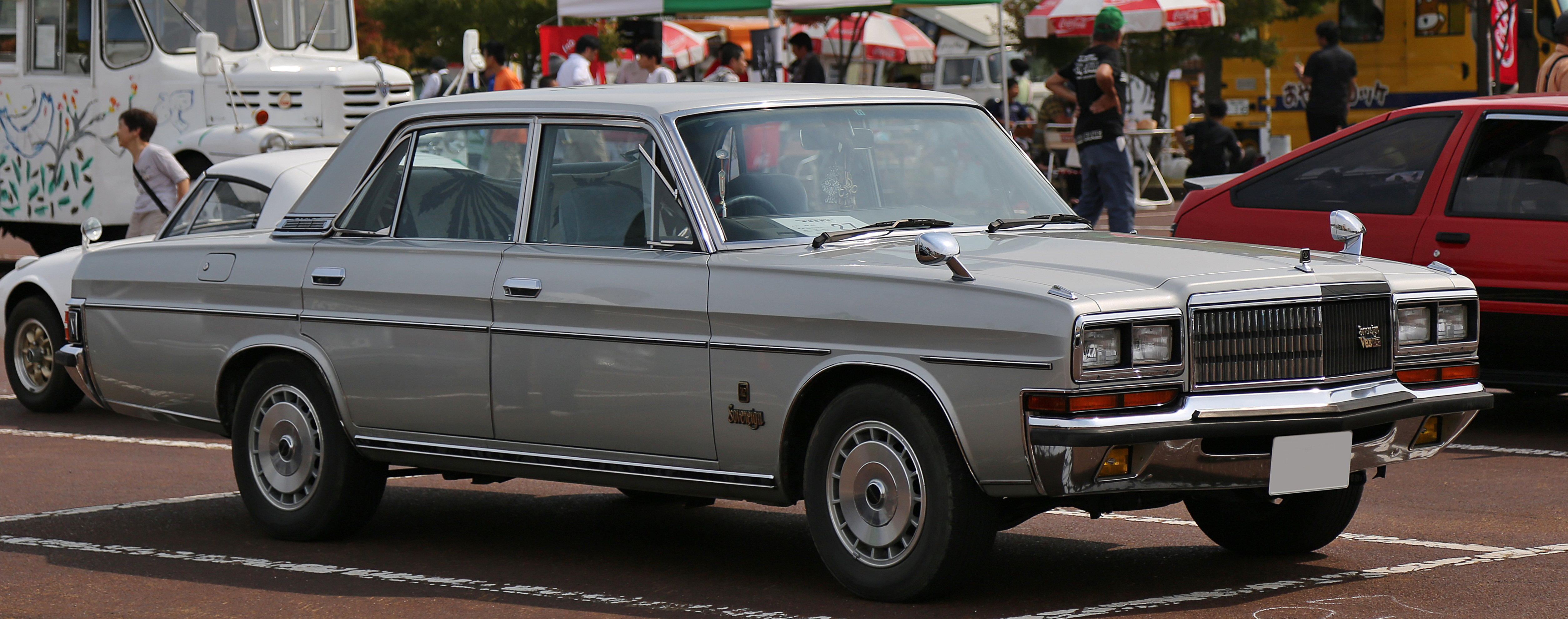
Nissan President H250

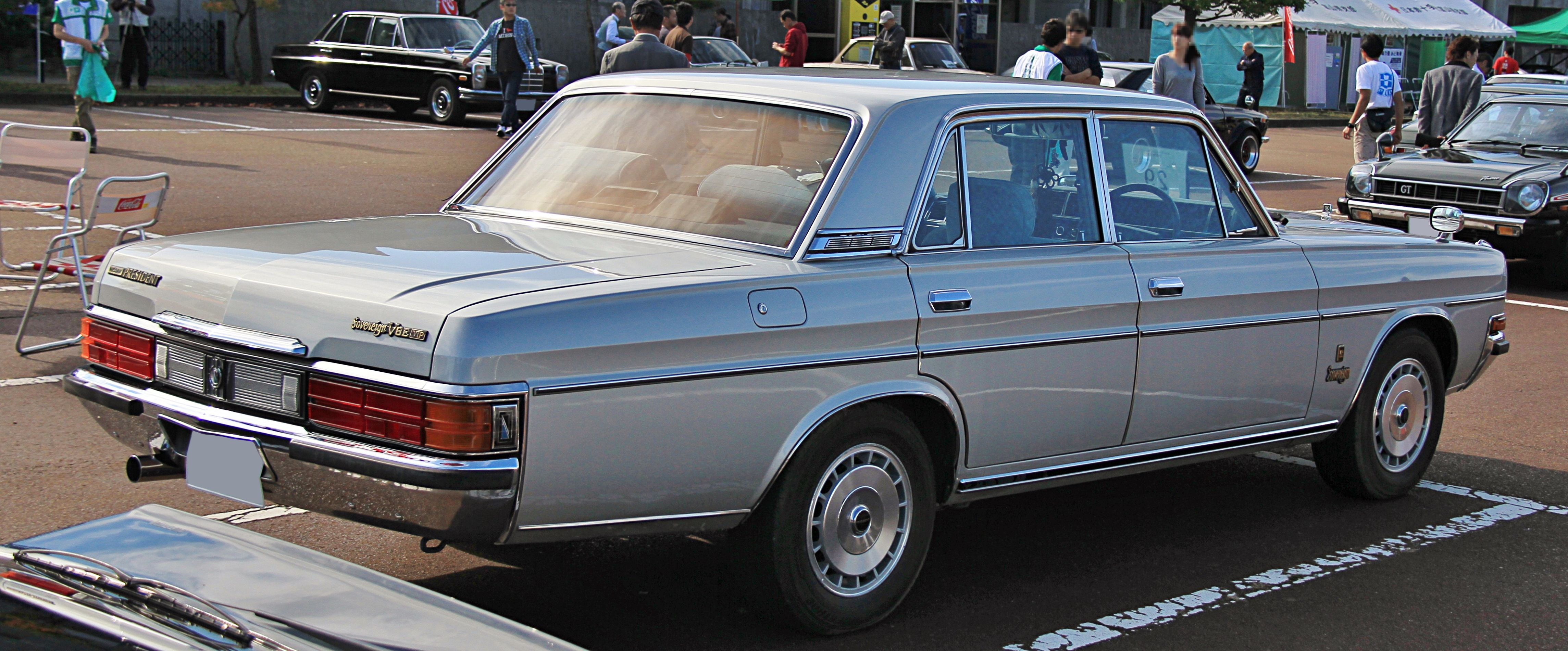
Nissan President H250

Друге покоління (1973-1990), позначене як H250, з'явилося в 1973 році. Автомобіль отримав повне оновлення всередині і зовні, в той час як шасі залишилося колишнім. Обсяг двигуна V8 був збільшений до 4,4 літрів, і він позначався як Y44E, в той час як 3,0-літрова рядна шістка залишалася доступною і не змінилася. У 1977 році з'явилася комплектація Sovereign.
H250 пройшов через серйозну модернізацію в 1982 році, була вдосконалена підвіска, паливний бак збільшився, круглі фари були замінені квадратними галогенними, а екстер'єр та інтер'єр, в цілому, збереглися. У 1985 році з'явилася комплектація Sovereign VIP. Виробництво 250 серії тривало до 1990 року.

### Двигуни
- 3.0 L H30 I6
- 4.4 L Y44E V8

## Третє покоління

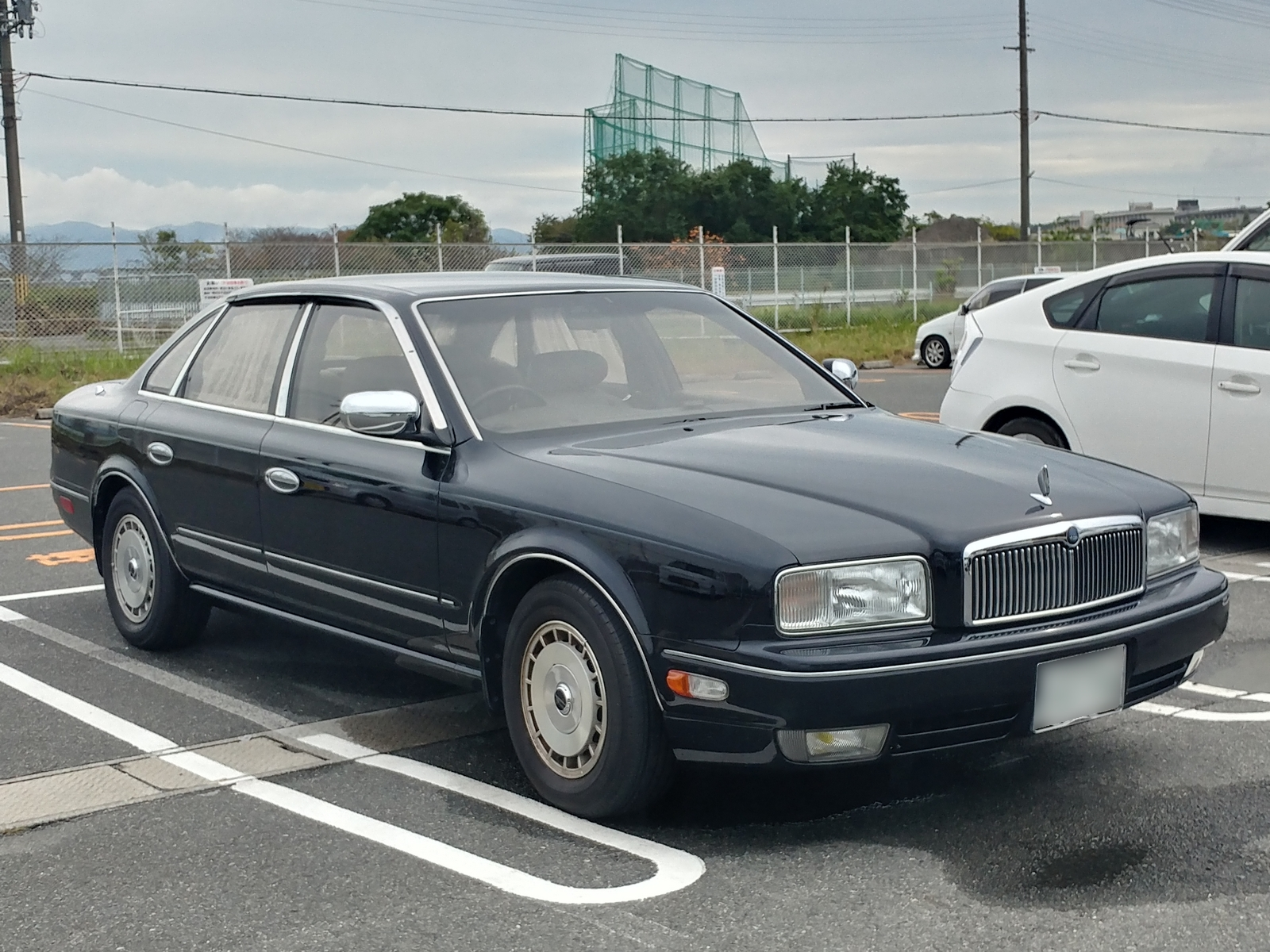
Nissan President (JG50)

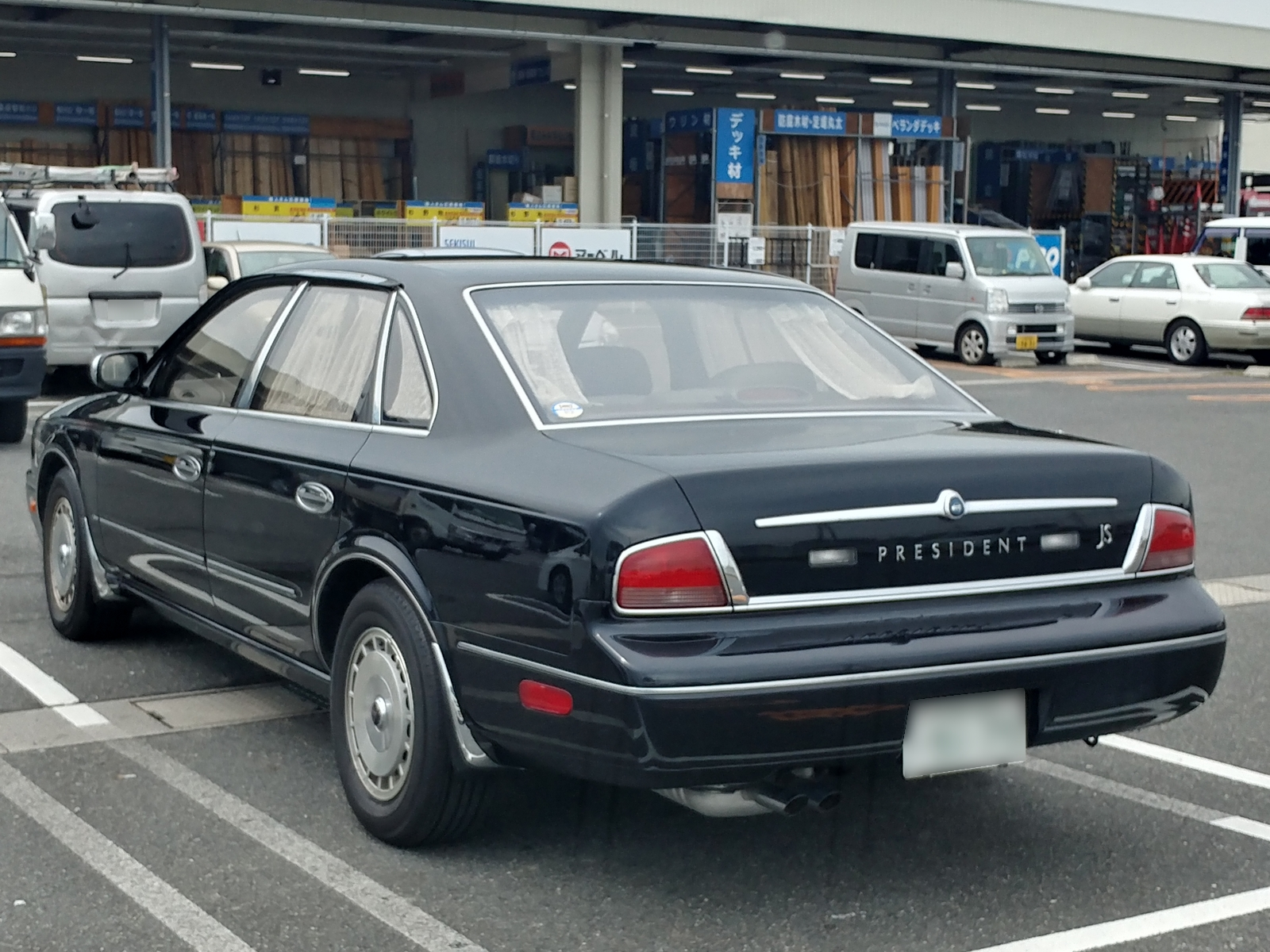
Nissan President (JG50)

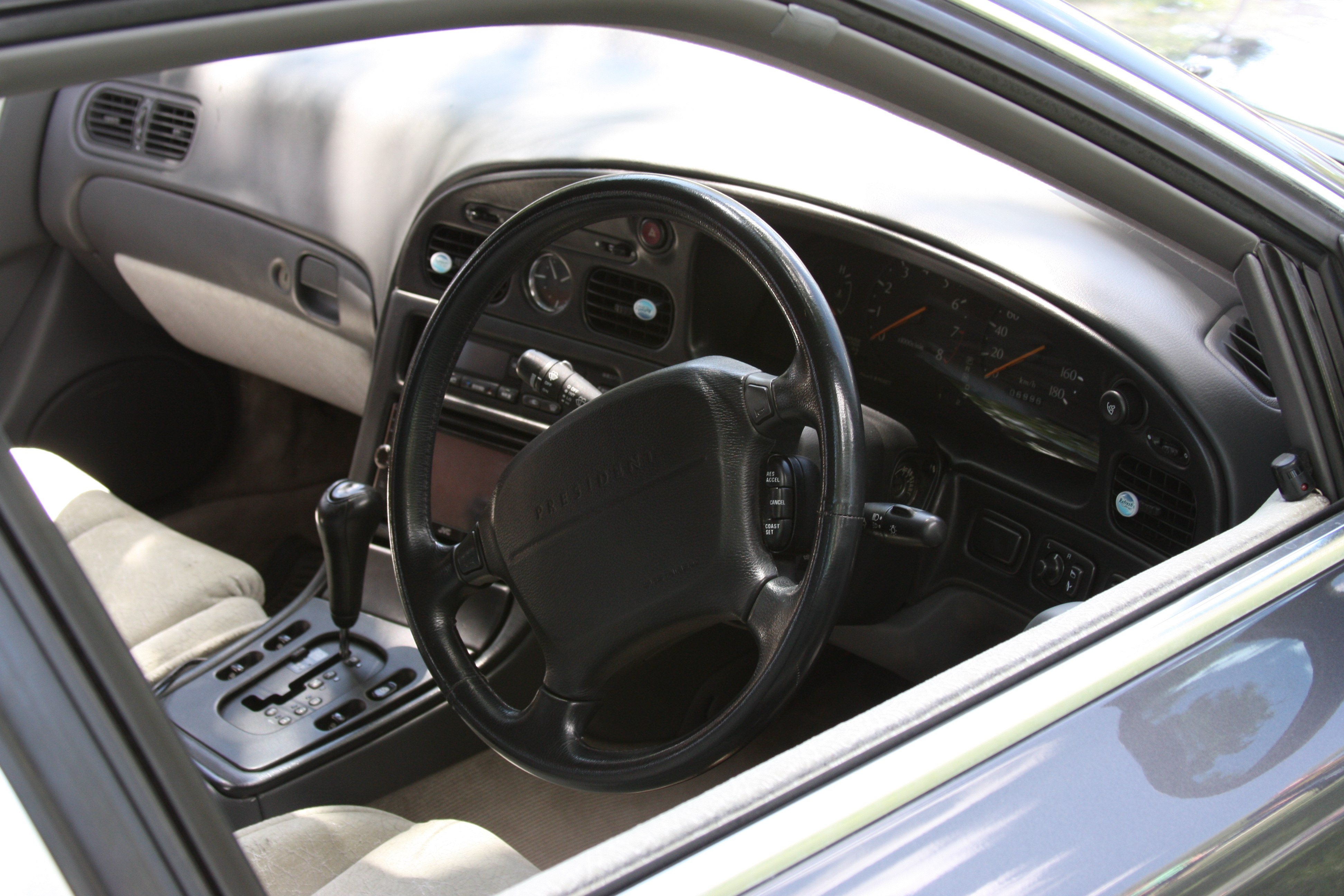

У жовтні 1989 року новий President (1990-2002), позначений як JHG50, дебютував на Токійському автосалоні, з початком продажів в наступному році. Одночасно версія з короткою колісною базою дебютувала в США як Infiniti Q45 і в Японії як Nissan Infiniti Q45, з відмінними передньою і задньою частинами кузова. Це повна зміна President стало результатом появи Lexus LS в січні 1989 року і Honda Legend в 1985 році. Основна увага була спрямована на великі представницькі седани, і Nissan вирішив наслідувати приклад Honda і Toyota і дати President давно необхідне оновлення. President і Q45 розділили новий 4,5-літровий двигун VH45DE конфігурації V8. У 1993 році модель з короткою колісною базою під назвою President JS, схожа на Infiniti, приєднався до лінійки. У той же час, дочірня компанія Autech розробила модель Royal Limousine з відокремленим пасажирським салоном. Royal був створений як можлива заміна для двох Nissan Prince Royal 1966 року народження, використовуваних Імператорським двором, але так їй і не став. Слід також зазначити, що на автомобілі вперше в світі для пасажирів задніх сидінь були встановлені пневматичні подушки безпеки SRS.
У 1994 році, одночасно з невеликим фейсліфтингом, Nissan, на додаток до комплектації Conoree Leather, відродив Sovereign (раніше доступну для 250 серії) для довгобазних моделей. Ще одне незначне оновлення відбулося в 1998 році (PHG50). У той же час, попередній Infiniti Q45 був замінений на модель, засновану на меншому Nissan Cima, яка також отримала подушки безпеки для задніх сидінь. Випуск PHG50 тривав до 2002 року, коду з'явилося нове шасі F50.

### Двигун
- 4.5 L VH45DE V8

## Четверте покоління

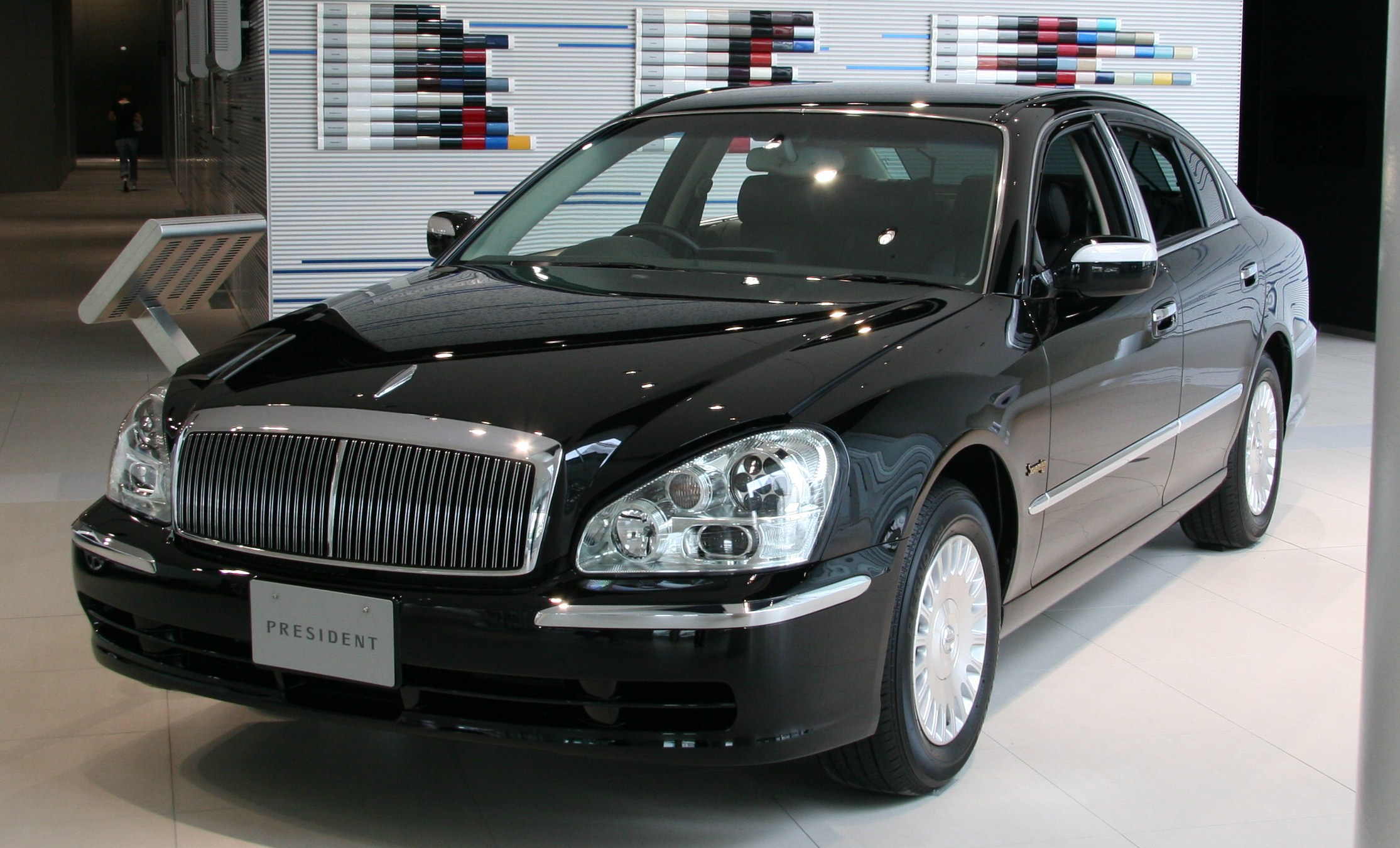
Nissan President (PGF50)

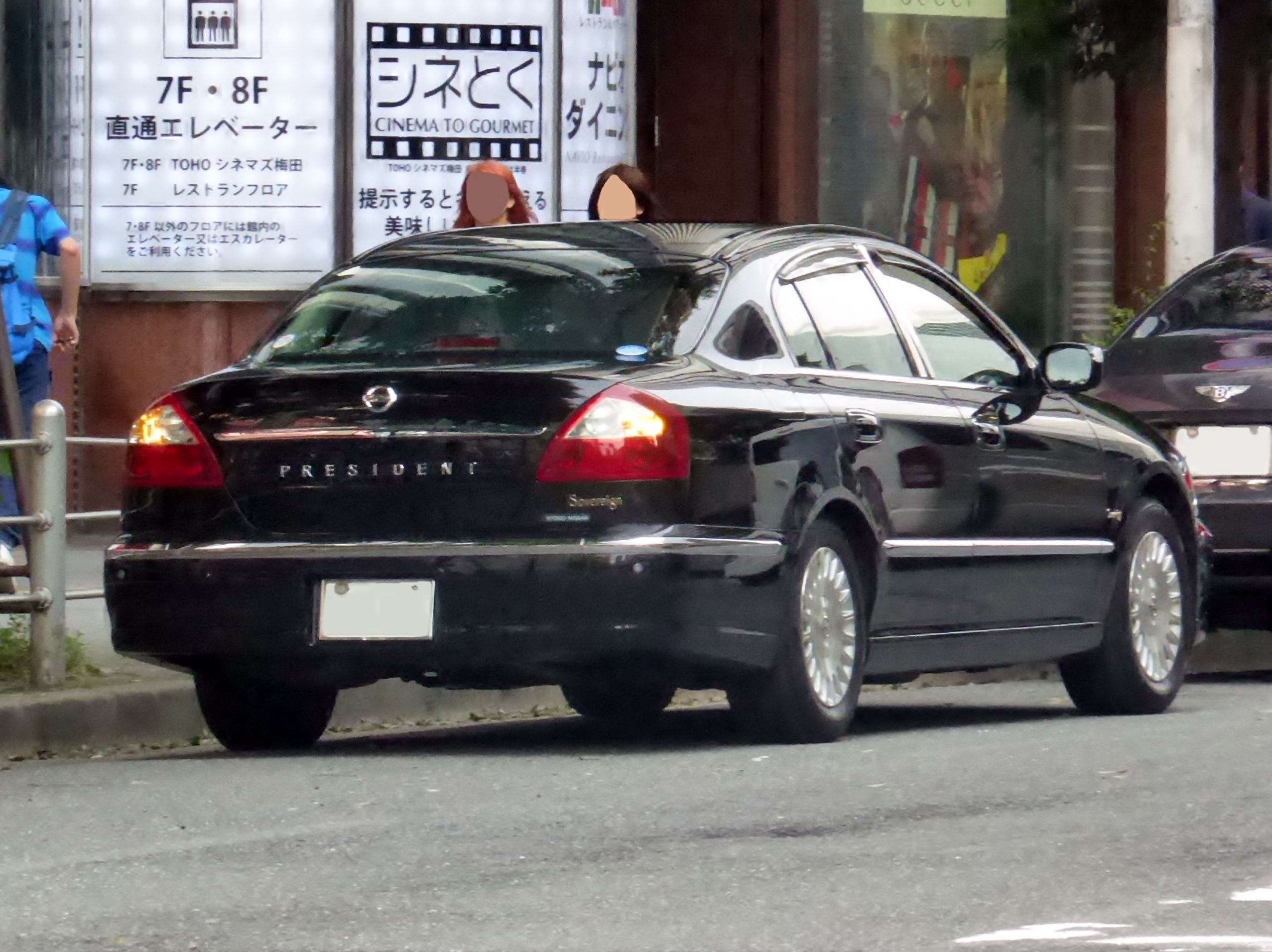

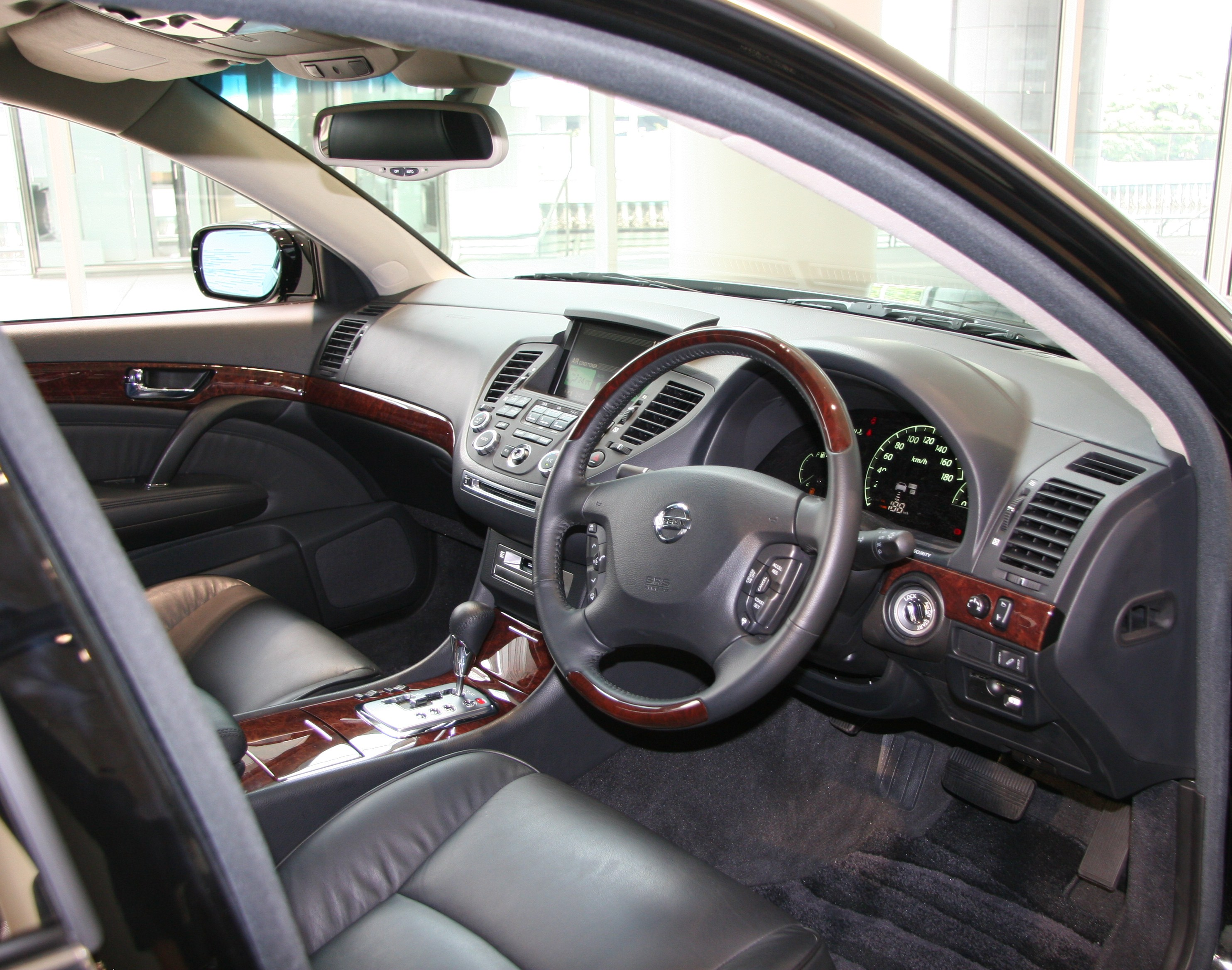

Четверте покоління (PGF50, 2003-2010) з'явилося в середині 2001 року. Автомобіль будувався на базі F50 Nissan Cima, що з'явилася в 2001 році, з тим же 4,5-літровим двигуном VK45DE конфігурації V8. Він зберіг свою позицію флагманського лімузину Nissan і продавався через японську дилерську мережу Nissan Blue Stage. Були доступні дві версії, обидві під назвою Sovereign, з 5 або 4-місцевим салоном. Традиційним конкурентом моделі залишався лімузин Toyota Century, але була і конкуренція протягом трьох років з Mitsubishi Dignity, однак Mitsubishi в результаті вирішили використовувати передній привід.
4-місний варіант був значно дорожче, отримавши значно багате оснащення, включаючи аудіосистему Bose і безліч інших електронних пристроїв, контрольованих з пульта заднього центрального підлокітника, масаж задніх сидінь, турецька підставка для ніг заднього пасажира, TV виїжджає з стелі, відкидний стіл для роботи з документами або ноутбуком, доводчики дверей, багажника, можливість зрушувати ліве переднє пасажирське сидіння вперед, що дозволяє пасажиру заднього сидіння збільшити простір для ніг - це тільки частина фу кцій, які встановлювалися в комплектацію Sovereign 4. У комплектацію з 5 місцевим салоном таке обладнання теж встановлювалося, але тільки в додатковому порядку.

### Двигун
- 4.5 L VK45DE V8